# Colibrí cua de cinta bec-roig
El colibrí cua de cinta bec-roig (Trochilus polytmus) és una espècie d'ocell de la família dels troquílids (Trochilidae) que habita zones boscoses de la major part de l'illa de Jamaica